# Rhineland (Manitoba)
Rhineland es un municipio canadiense situado en la provincia de Manitoba.

## Superficie
Rhineland tiene una superficie de 958,48 km².

## Demografía
En 2021, tenía 5819 habitantes, una densidad poblacional de 6,1 hab./km², y 1748 viviendas.